# Spirama cohaerens
Spirama cohaerens là một loài bướm đêm trong họ Erebidae.